# Eois hyriata
Eois hyriata là một loài bướm đêm trong họ Geometridae.